# دوروثي د. لي
دوروثي د. لي (بالإنجليزية: Dorothy D. Lee)‏ هي عالمة الإنسان أمريكية، ولدت في 1905، وتوفيت في أبريل 1975.